# Ariston aglasices
Espèce
Ariston aglasices est une espèce d'araignées aranéomorphes de la famille des Uloboridae.

## Distribution
Cette espèce est endémique du Chiapas au Mexique,. Elle se rencontre vers Bonampak.

## Description
La femelle holotype mesure 2,19 mm.

## Étymologie
Cette espèce est nommée en l'honneur d'Agasiclès.

## Publication originale
- Salvatierra, Tourinho & Brescovit, 2014 : Revision of the spider genera Ariston O. P.-Cambridge, 1896 and Siratoba Opell, 1979 (Arachnida: Araneae: Uloboridae) with description of two new species. Zoological Studies, vol. 53, no 28, p. 1-13 (texte intégral).